# Psychoda montana
Psychoda montana är en tvåvingeart som beskrevs av Wagner 2000. Psychoda montana ingår i släktet Psychoda och familjen fjärilsmyggor. Inga underarter finns listade i Catalogue of Life.